# Alexander Uhlig
Alexander Siegfried Uhlig (* 28. Februar 1965 in Regensburg) ist ein deutscher parteiloser Kommunalpolitiker.

## Leben
Nach seinem Abitur war Uhlig von 1985 bis 1987 Soldat auf Zeit bei der Bundeswehr. Anschließend studierte er Rechtswissenschaft an der Universität Regensburg. 1995 trat er in die Finanzverwaltung des Landes Baden-Württemberg ein. Er war von 1995 bis 1996 für das Finanzamt Ulm und von 1996 bis 1998 für das Finanzamt Stuttgart II tätig. Von 1998 bis 2000 war er Referent im Staatsministerium Baden-Württemberg. Er war von 2000 bis 2016 Baubürgermeister der Stadt Pforzheim. 2016 wurde er als Nachfolger von Werner Hirth zum Baubürgermeister, Ersten Bürgermeister und Stellvertreter des Oberbürgermeisters von Baden-Baden gewählt. Er amtierte bis 2024; ihm folgte Alexander Wieland nach.
Uhlig ist verheiratet und Vater zweier Kinder.